# Transporte en la Ciudad de Córdoba (Argentina)
El transporte en la Ciudad de Córdoba es parte de la infraestructura de la ciudad. El ejido de 576 km² requiere un extenso y complejo sistema de transporte. Para esto existen cuatro medios de transporte urbano de pasajeros: colectivos, remises, taxis trenes y trolebuses. En 2019 había en promedio una flota de unos 914 colectivos y 40 trolebuses que transportaron unos 107.140.858 pasajeros, cifra que representa una fuerte caída con respecto a los 184.165.537 pasajeros entre enero y noviembre de 2016; y que luego se profundizó con la pandemia.
En cuanto a la flota de taxis y remises, en 2019 prestaban el servicio un total de 7.110 unidades.[cita requerida]
A esto se le suma la infraestructura compuesta por ferrocarriles, un aeropuerto internacional, la Terminal de Ómnibus y la red de accesos viales y autopistas.

## Centro de control de tránsito

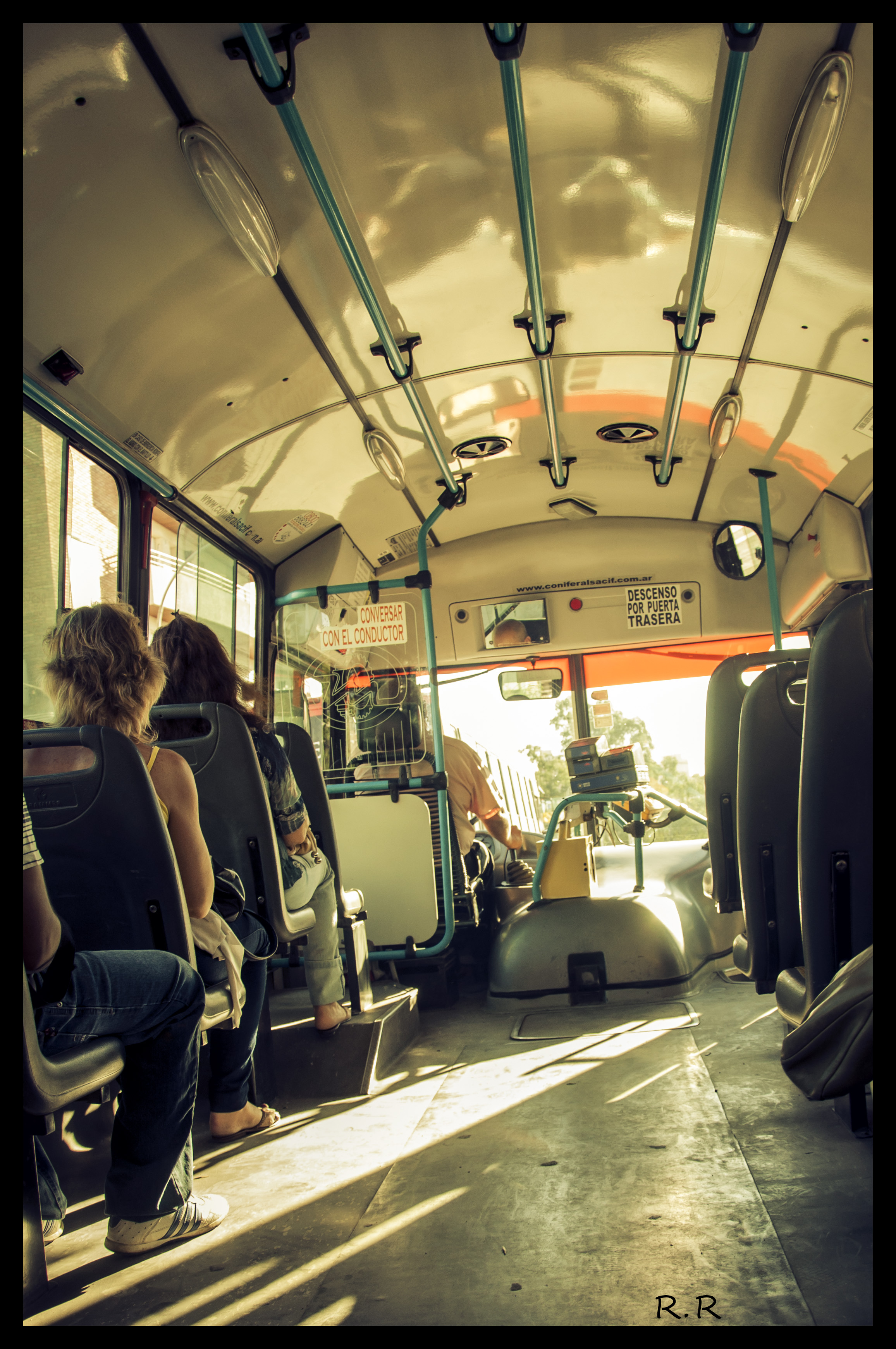
Interior de un colectivo de la empresa Coniferal.

El Centro de Control de Tránsito de Córdoba fue creado entre 1995 y 1996. Funciona en el ámbito de la Dirección de Tránsito de la Municipalidad. Tiene la tarea de operar los semáforos de un área importante de la ciudad, que incluye aproximadamente 452 intersecciones.
También realiza tareas complementarias orientadas fundamentalmente a optimizar la gestión del tránsito, tales como el análisis de flujos de tránsito y la permanente actualización de los parámetros de funcionamiento.

### Principales tareas y actividades

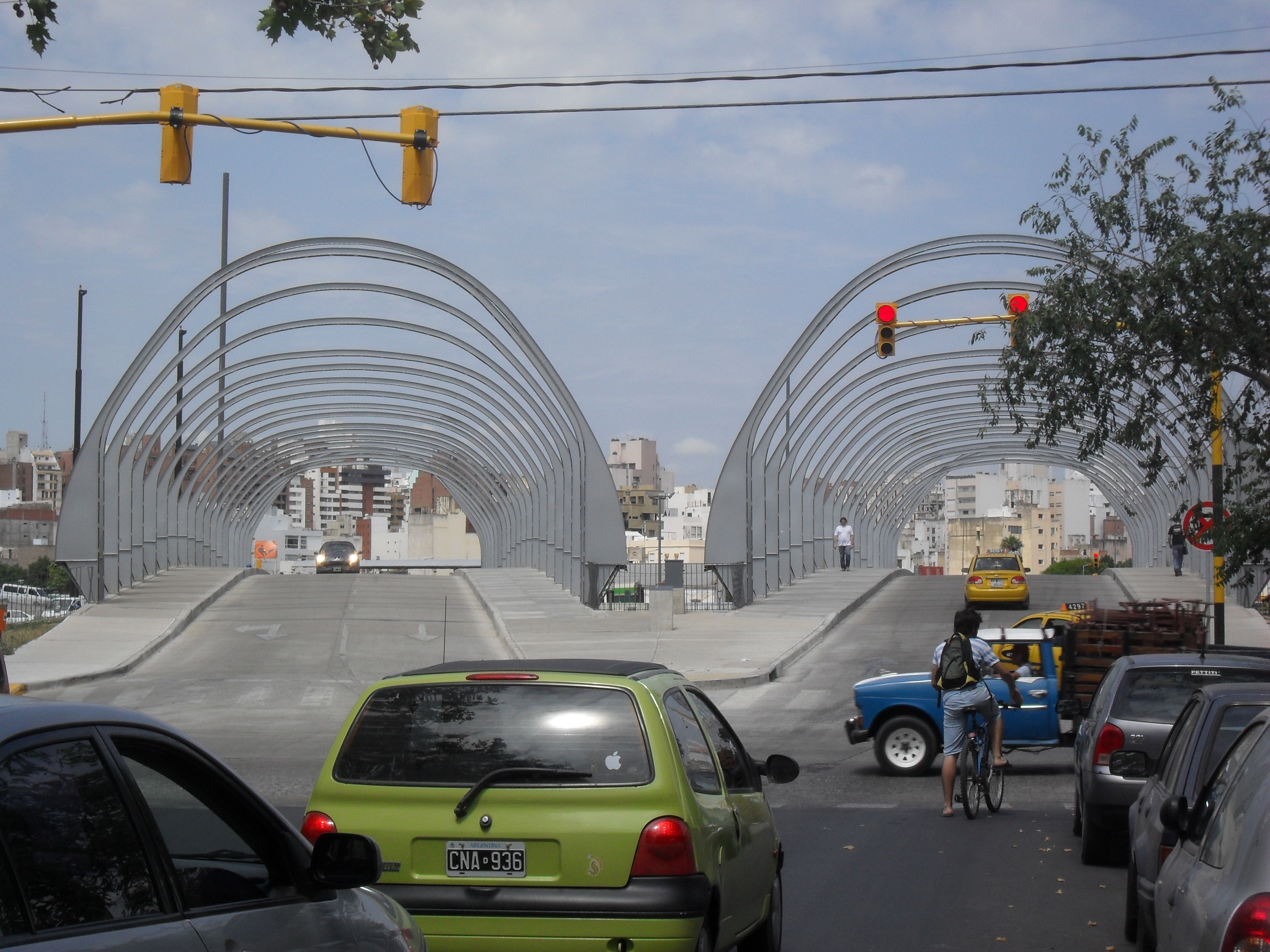
Tras la construcción del Centro Cívico, el nuevo Puente del Bicentenario mejoró la conexión entre barrio General Paz y barrio Centro.

Se ocupa de la administración y operación del sistema de control de tránsito. Actualmente cuenta con un plantel compuesto por un Ingeniero, dos Analistas de la Dirección de Tránsito y 3 operadores de Policía Municipal. Se cubre un horario de 7 a 23 horas, de lunes a viernes, y de 9 a 14 horas los sábados.
Además ofrece noticias relativas al tránsito. Se transmite a los medios de comunicación información actualizada de tránsito. Algunos de los datos son: calles congestionadas, vías alternativas, semáforos con fallas, tiempos de viaje entre diferentes puntos, eventuales accidentes u otros incidentes que afecten la circulación vehicular, desvíos de tránsito, cierre de calles, así como las imágenes de las cámaras de televisión.

### Sistemas complementarios y de apoyo a la gestión del tránsito
Posee un sistema de circuito cerrado de televisión, que permite monitorear las condiciones de operación de los cruces más conflictivos de la ciudad. Además detecta oportunamente incidentes o situaciones de congestión. Esto hace posible implementar desde el centro de control modificaciones en las programaciones o planes especiales para mitigar tales problemas. También tiene una red de estaciones de conteo automático de tránsito, localizadas en diferentes lugares de la ciudad y conectadas al sistema de control de tránsito. Para cada una de ellas es posible conocer las mediciones de tránsito registradas cada 5 minutos durante todo el día; de esta manera se realizan análisis y estimaciones de crecimiento de los flujos vehiculares. Se complementa además con el sistema de prioridad para vehículos de emergencia que permite en caso de un siniestro o emergencia, generar una onda de luces verdes por algunas rutas predefinidas. y un sistema de información, que es básicamente un conjunto de hardware y software que permite administrar el acceso al sistema de control de tránsito, posibilitando la conexión de usuarios autorizados que requieran efectuar consultas u obtener información específica.

## Transporte público

### Bicicletas
La ciudad cuenta con una red de ciclovías o bicisendas, estimulando el uso de la bicicleta como un medio de transporte rápido, ecológico, saludable y económico. Las mismas se ubican en calles que conectan ciertos puntos estratégicos de la ciudad. Algunas de las zonas que cuentan con bicisendas son: en Nueva Córdoba, la zona céntrica, las avenidas Hipólito Yrigoyen, Poeta Lugones, Valparaíso, Chacabuco, entre otras.
A su vez posee un sistema de alquiler gratuito de bicicletas, la cual requiere estar inscripto previamente en las dependencias gubernamentales correspondientes.

### Colectivos
El sistema de colectivos es el principal medio de transporte de la ciudad de tipo masivo. Está integrado por más de 900 unidades comunes, de las cuales el 41% son adaptadas con rampas de acceso para personas con discapacidades, distribuidas en 77 líneas que a su vez se dividen en ocho corredores que son administrados por tres empresas. Coniferal tiene bajo su órbita los corredores  y , además de las líneas  y . En tanto,  los corredores  , ,  y  están administrado por Grupo ERSA. Y desde octubre de 2021 la TAMSE cubre las demás líneas de los corredores  y . El servicio transportó entre enero y noviembre de 2016 un total de 173.542.996, sin incluir trolebuses. La mayoría de las líneas funcionan durante todo el día, aunque después de la medianoche la frecuencia es menor. El sistemas de pago es con tarjeta sin contacto recargable.
| Coniferal | 57.244.201  | 53.976.979  | 53.062.471  | 15.295.213 |
| AUCOR     | 36.019.088  | 19.256.612  | 13.964.802  | 3.925.372  |
| ERSA      | 80.279.707  | 90.128.169  | 88.601.202  | 22.872.557 |
| TOTAL     | 173.542.996 | 163.361.760 | 155.628.475 | 42.093.142 |

El servicio se complementa también con una línea especial, administrada por ERSA, llamada AeroBus, que une la Terminal de Ómnibus con el Aeropuerto.

### Trolebuses
Córdoba es una de las tres ciudades argentinas que poseen en su sistema de transporte urbano, líneas de trolebuses en funcionamiento. Inaugurado en mayo de 1989, cuenta actualmente con 40 unidades eléctricas distribuidas en 3 líneas y al menos 30 colectivos que cubren los recorridos de extensión, operativos desde 2020 bajo las denominaciones A1, B1 y C1. Es administrado por la empresa TAMSE. Durante 2019 transportó un total de 7.779.510 pasajeros, cifra mucho menor contra los 10.127.031 de pasajeros que utilizaron el servicio en 2016. La caída del uso se acentuó con la pandemia en 2020, cuando el servicio no llegó a rozar los 3 millones de pasajeros. Una particularidad de este servicio, es que los trolebuses son conducidos exclusivamente por mujeres. El sistema de pago es también con tarjeta sin contacto.
| Pasajeros trasportados (solo trolebuses) | Pasajeros trasportados (solo trolebuses) | Pasajeros trasportados (solo trolebuses) | Pasajeros trasportados (solo trolebuses) | Pasajeros trasportados (solo trolebuses) |
| ---------------------------------------- | ---------------------------------------- | ---------------------------------------- | ---------------------------------------- | ---------------------------------------- |
| Trolebuses                               | 2018                                     | 2019                                     | 2020                                     |                                          |
| Línea A Línea B Línea C                  | 8.141.937                                | 7.779.510                                | 2.818.352                                |                                          |

### Medio de pago
Desde el 20 de febrero de 2012, el único medio de pago para acceder al servicio de colectivos y trolebuses es la tarjeta magnética sin contacto. Desde 1988 y durante 24 años el sistema solo se manejaba mediante cospeles (una moneda del tamaño de 25 centavos argentinos), y desde 1992 también se lo hacía con tarjeta electrónica. En el 2007 se comenzó a utilizar la tarjeta sin contacto, pero los usuarios aún mantenían su costumbre a utilizar el cospel. A fines del 2011, la Municipalidad anunció el fin del cospel para generalizar el uso de las tarjetas: fue así que el 19 de febrero de 2012, la clásica moneda cordobesa se dejó de usar para pasar a la historia.
| Evolución del precio del boleto (en pesos argentinos) | Evolución del precio del boleto (en pesos argentinos) | Evolución del precio del boleto (en pesos argentinos) | Evolución del precio del boleto (en pesos argentinos) | Evolución del precio del boleto (en pesos argentinos) | Evolución del precio del boleto (en pesos argentinos) | Evolución del precio del boleto (en pesos argentinos) | Evolución del precio del boleto (en pesos argentinos) | Evolución del precio del boleto (en pesos argentinos) | Evolución del precio del boleto (en pesos argentinos) | Evolución del precio del boleto (en pesos argentinos) | Evolución del precio del boleto (en pesos argentinos) | Evolución del precio del boleto (en pesos argentinos) | Evolución del precio del boleto (en pesos argentinos) | Evolución del precio del boleto (en pesos argentinos) | Evolución del precio del boleto (en pesos argentinos) |
|                                                       | 1988                                                  | 1992                                                  | 1994                                                  | 1998                                                  | 2004                                                  | 2006                                                  | 2008                                                  | 2009                                                  | 2010                                                  | 2012                                                  | 2013                                                  | 2014                                                  | 2015                                                  | 2016                                                  | dic 2016                                              |
| ----------------------------------------------------- | ----------------------------------------------------- | ----------------------------------------------------- | ----------------------------------------------------- | ----------------------------------------------------- | ----------------------------------------------------- | ----------------------------------------------------- | ----------------------------------------------------- | ----------------------------------------------------- | ----------------------------------------------------- | ----------------------------------------------------- | ----------------------------------------------------- | ----------------------------------------------------- | ----------------------------------------------------- | ----------------------------------------------------- | ----------------------------------------------------- |
| Colectivos y trolebuses                               | A1,10                                                 | 0,35                                                  | 0,65                                                  | 0,80                                                  | 0,95                                                  | 1,20                                                  | 1,50                                                  | 2,00                                                  | 2,50                                                  | 3,20                                                  | 4,10                                                  | 5,30                                                  | 7,15                                                  | 9,15                                                  | 12,55                                                 |
| Anillos de Circunvalación                             | -                                                     | 0,85                                                  | 1,10                                                  | 1,30                                                  | 1,45                                                  | 1,70                                                  | 2,00                                                  | 2,50                                                  | 3,00                                                  | 3,70                                                  | 4,75                                                  | 6,10                                                  | -                                                     | -                                                     | 14,43                                                 |
| Diferenciales                                         | -                                                     | -                                                     | -                                                     | -                                                     | -                                                     | -                                                     | 3,00                                                  | 4,00                                                  | 5,00                                                  | 6,40                                                  | 8,20                                                  | 10,60                                                 | 14,30                                                 | 18,30                                                 | -                                                     |
| AeroBus                                               | -                                                     | -                                                     | -                                                     | -                                                     | -                                                     | -                                                     | -                                                     | -                                                     | -                                                     | -                                                     | -                                                     | -                                                     | -                                                     | -                                                     | 36,60                                                 |

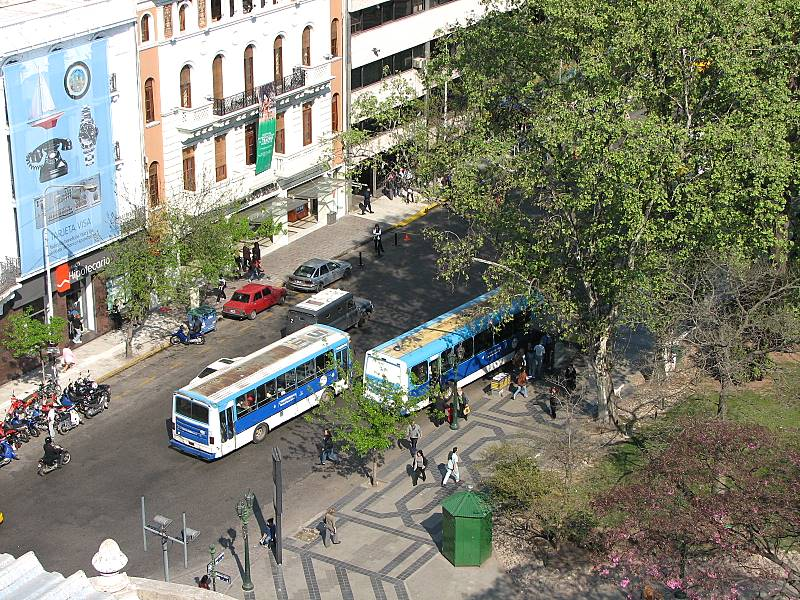
Colectivos transitando por la calle San Jerónimo. Muchas de las líneas de colectivos hacían núcleo en la plaza San Martín, hasta que en 2020 la zona se peatonalizó y se modificaron todos los recorridos, llevándolos solo a las avenidas de la zona.

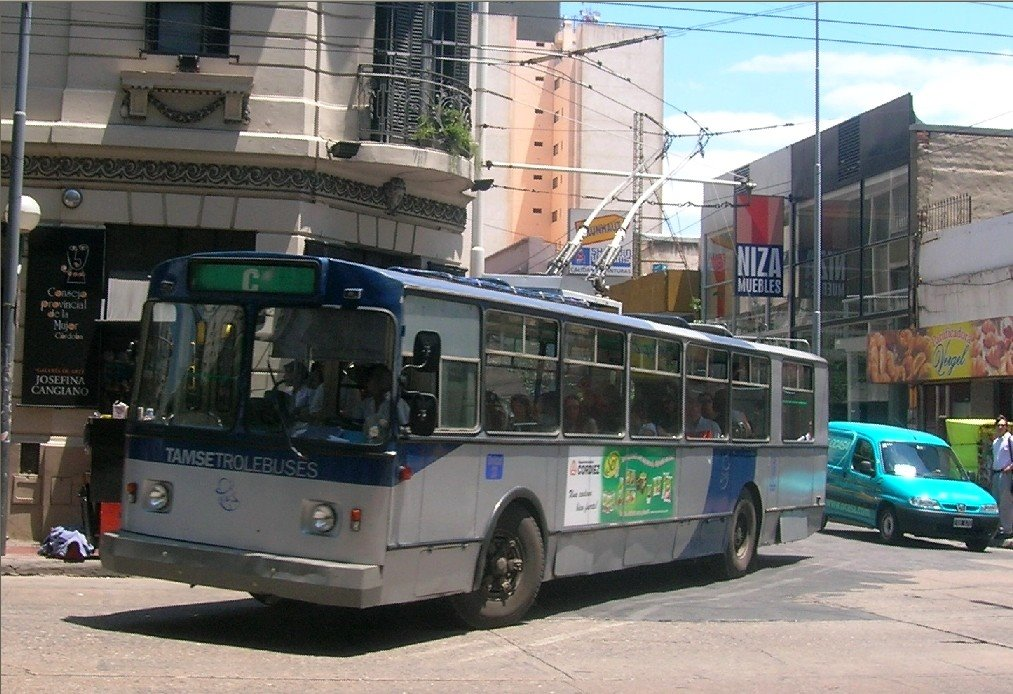
Trolebús de origen ruso circulando por las calles de Córdoba. El servicio electrificado cuenta con tres líneas y tiene otras tres de extensión, cubiertas por colectivos.

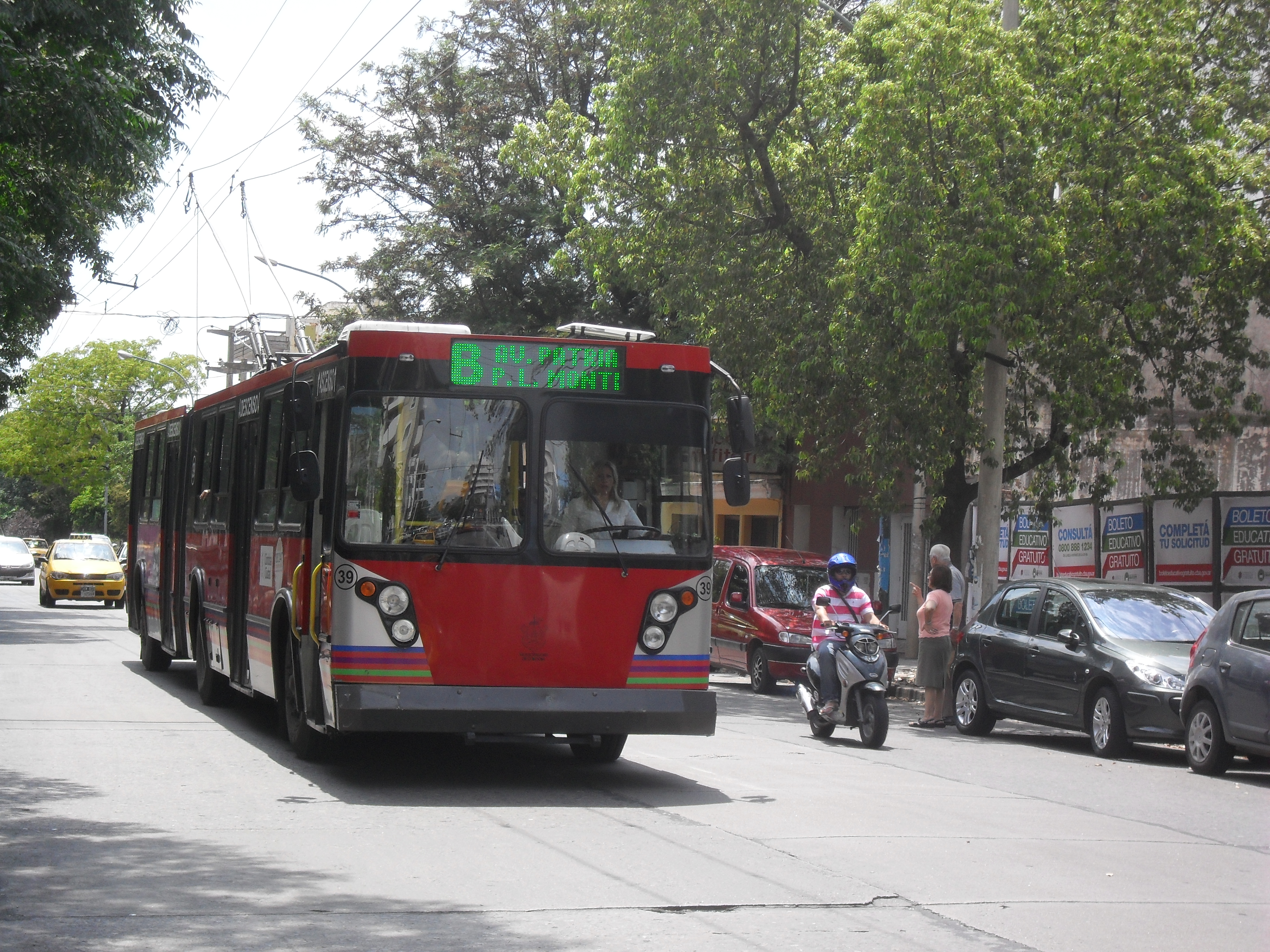
Unidad de la línea B de trolebuses en pleno recorrido, en 2010.

En 1992, con la convertibilidad de la moneda nacional, el precio del boleto cambió repentinamente. Se puede notar la diferencia que se paga entre las líneas comunes con los Anillos de Circunvalación y los Diferenciales. Cuando se abona un pasaje en las líneas circunvalares (500-501 o 600-601) se le debe sumar 0,50 centavos al boleto común. En la tabla se puede notar que el precio de las líneas del Corredor Diferencial se anotan desde 2008, pues en ese año se creó el corredor. El precio del boleto en esas líneas equivale al doble de la tarifa común.

### Taxis y remises

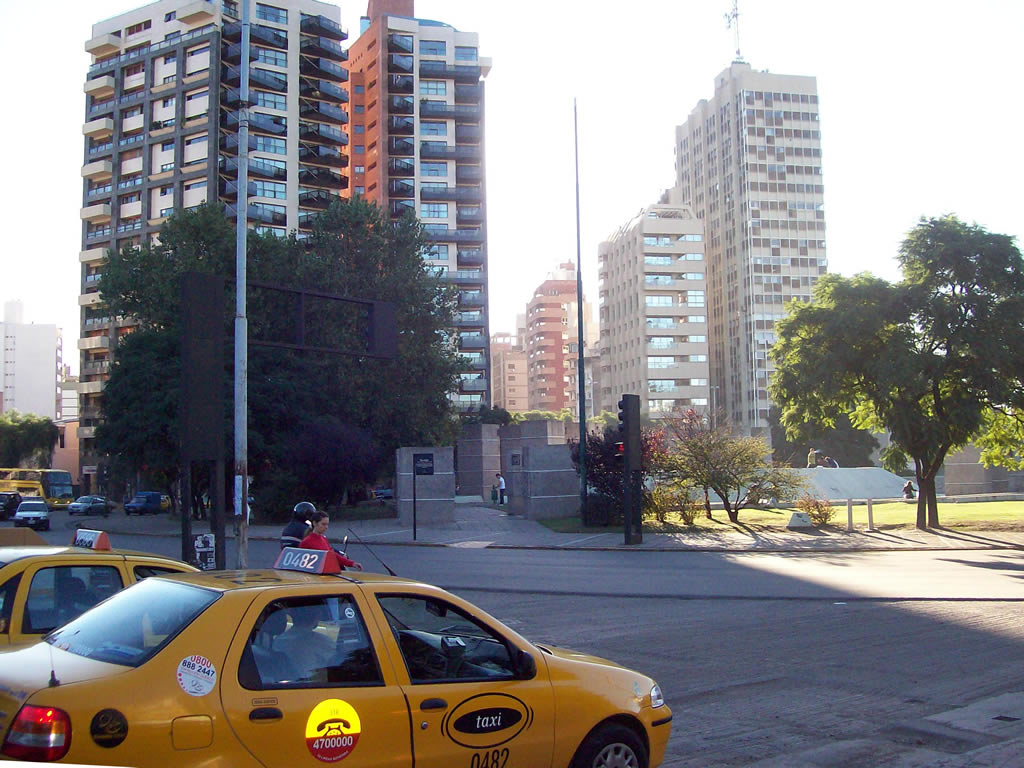
Taxis en la Plaza España. Los taxis son amarillos y solo se pueden abordar en la vía pública.

El servicio de vehículos de alquiler cuenta con 7.763 unidades, de las cuales 3.703 son taxis, 3.195 son remises y 865 que corresponden a privados y al transporte escolar. El costo del servicio varía alrededor de los 3 pesos argentinos y la única forma de pago es en efectivo.
Los taxis se identifican con el color de carrocería amarillo. El costo del servicio consta de la bajada de bandera, que ha sido fijada en 3,25 pesos argentinos y en 0,1625 pesos argentinos el valor de la ficha cada 110 metros de recorrido, siendo este último el mismo monto que se abonará cada 60 segundos de tiempo de espera. Los pasajeros que abordan un vehículo de taxi en el Aeropuerto Internacional pagan 13 pesos argentinos por la bajada de bandera. Los taxis no pueden tomar pasajeros a domicilio.
El servicio de remises debe requerirse telefónicamente o concurriendo a las bases de las empresas habilitadas. Se los identifica por la carrocería de color verde. El costo del servicio es de 3,60 pesos argentinos el acceso al servicio, mientras que cada 100 metros de trayecto, o 60 segundos de espera, se abonan 0,1521 pesos argentinos. El costo de los remises de lujo es de 4,20 pesos argentinos; luego se registra un incremento de 0,1601 pesos argentinos cada 100 metros y el mismo monto por cada 60 segundos de espera. Los remises, a diferencia de los taxis no pueden subir pasajeros en la vía pública.
| Tipo               | Cantidad |
| Taxis              | 3703     |
| Remises            | 3195     |
| Privados           | 127      |
| Escolar y privados | 738      |
| Total              | 7763     |

### Vías selectivas
Se le denominan vías selectivas a los carriles de las principales avenidas, o a calles céntricas, destinadas únicamente a la circulación de unidades del transporte público de pasajeros (colectivos, trolebuses, taxis y remises) con el objetivo de generar fluidez en el tránsito de estos.
Estas vías ocupan:
- Tres carriles durante un total de once cuadras de las avenida Colón - avenida Emilio Olmos entre la calle Justo J. de Urquiza y la avenida Maipú.
- Dos carriles de las avenida General Paz - avenida Vélez Sársfield entre las avenidas Humberto Primo y Duarte Quirós, con un largo total de ocho cuadras.
- En construcción un solo bus en el troncal bulevar Chacabuco - avenida Maipú entre bulevar Illia y avenida Olmos, totalizando un total de 600 metros.
- Con un total de 5,2 kilómetros de largo, la avenida Amadeo Sabattini cuenta con un carril Sólo Bus que inicia frente a la Terminal de Ómnibus de Córdoba y finaliza en el Arco de Córdoba. Tiene 9 estaciones en todo su trayecto.
- Cinco cuadras en el tramo de las calles Belgrano y Tucumán entre La Cañada y la Avenida Colón.

Debido a que la línea divisoria entre carriles de particulares y transporte no era respetado, entorpeciendo la función de las vías selectivas con la consecuencia de las demoras en los tiempos del transporte, a fines de 2012 la Municipalidad de Córdoba decidió implementar el uso de barrotes como método divisor de carriles destinados para los vehículos y los destinados al transporte. Dicha barrera se instaló en la vía selectiva de las avenidas Colón-Olmos y General Paz-Vélez Sársfield generando una mayor fluidez del transporte público.
Según los propios carteles instalados en estas vías, la norma de la vía selectiva corre los días hábiles desde la hora 8 a la hora 22, y de no ser respetada, es considerada como infracción, y por ende es multada.

### Servicio interurbano y metropolitano

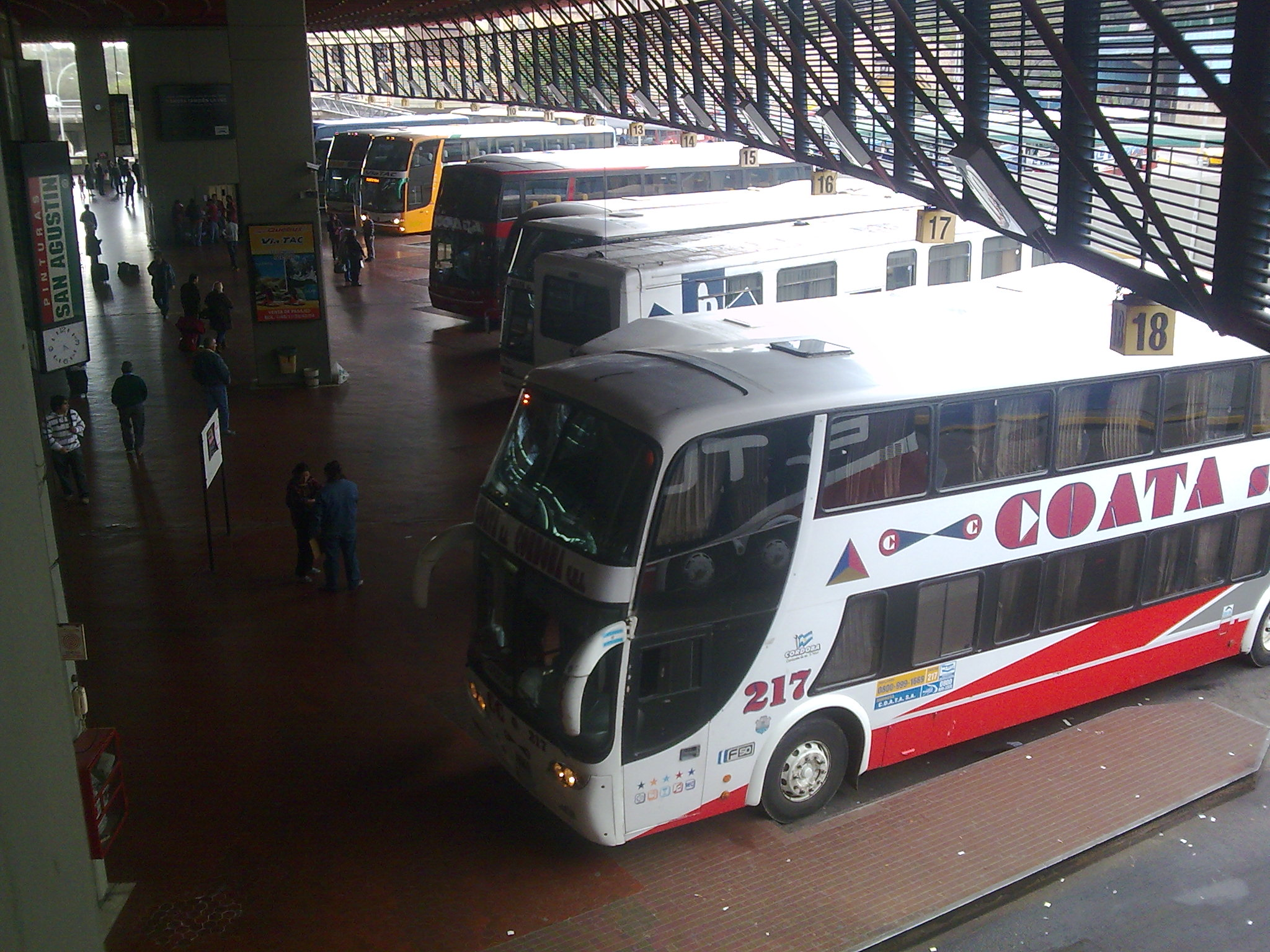
La Terminal de Ómnibus de Córdoba es una de las más activas de la Argentina.

La ciudad cuenta con una estación Terminal de Ómnibus ubicada en el centro, frente a la estación de trenes Mitre. En 2011, el gobernador Juan Schiaretti inauguró la Terminal del Bicentenario. Se enlaza con avenidas principales como Sabattini, Poeta Lugones, Arturo Illia y bv. Juan D. Perón, que permiten una rápida salida hacia los distintos puntos de destino, sobre todo para el área metropolitana y otros puntos nacionales.

### Ferrocarriles

Mapa de líneas de ferrocarriles de la ciudad y las estaciones principales: Bartolomé Mitre, Manuel Belgrano y Rodríguez del Busto.

Funcionan actualmente tres líneas. El ferrocarril Bartolomé Mitre, administrado por la empresa estatal Trenes Argentinos, cuenta con una formación que permite la conexión con Villa María, Cañada de Gómez, Rosario y Buenos Aires. El servicio se inició con un solo tren hacia y desde Buenos Aires. A partir de abril de 2007, aumentó su frecuencia realizando 4 viajes semanales, dos en cada sentido, cubriendo 652 km. Su recorrido insume alrededor de 15 horas para la ida a Buenos Aires y 14 para el regreso a Córdoba. Este tren está formado por coches de clase Turista con capacidad para 103 pasajeros sentados, clase Primera con 72 asientos, clase Pullman con 52 asientos y clase Dormitorio con 12 camarotes de 2 camas cada uno. Estas dos últimas clases cuentan con aire acondicionado y servicio de camareros. El tarifario de este tren varía según el recorrido. La estación Mitre permite una conexión con el sistema de ómnibus, ya que se encuentra frente a la terminal.
El servicio que conecta Córdoba con Villa María fue inaugurado en 2004. Realiza paradas en todas las estaciones intermedias, a excepción de Manfredi, insumiendo un tiempo de 3 horas y 12 minutos. Este tren está formado por 4 coches recientemente adquiridos al Estado de Portugal que reemplazaron a los coches clase turista a partir del mes de junio del 2006. Cada coche tiene capacidad para 96 personas sentadas y el furgón turista ofrece 48 plazas para pasajeros sentados, siendo la tarifa general entre Córdoba y Villa María de 4 pesos argentinos.

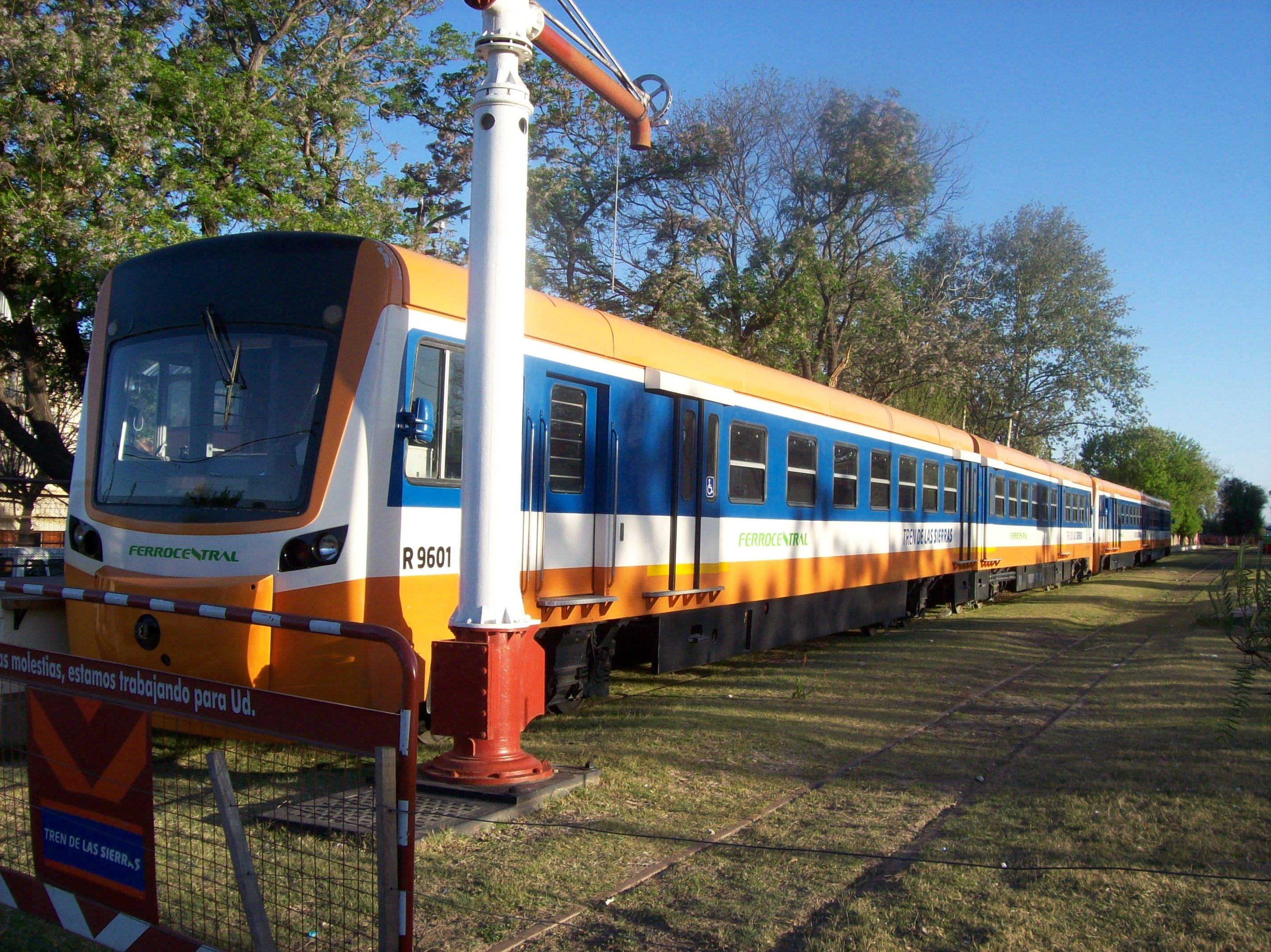
Tren de las Sierras en la estación terminal Cosquín en octubre de 2009. El servicio está en proceso de expansión de la red y se prevé que llegue hasta Cruz del Eje.

Por otro lado, en el marco del proyecto de reapertura del ramal A1 “Tren de las Sierras” que une Córdoba Capital con Cruz del Eje, en 2007 se inauguró la primera etapa experimental, desde las estaciones Rodríguez del Busto (Córdoba) a La Calera. Actualmente el servicio se extiende desde Estación Alta Córdoba hasta Valle Hermoso. El tiempo aproximado de viaje entre cabeceras es de 180 minutos, el servicio tiene dos frecuencias diarias (por la mañana y por la tarde) todos los días. Además de un servicio complementario entre Cosquín y Valle Hermoso. Esta prestación se realiza con una dupla diésel-eléctrica con capacidad para 119 pasajeros sentados y busca descomprimir la gran demanda de pasajes que se suscitó, producto del receso vacacional de invierno y del gran atractivo turístico que implica el mencionado recorrido serrano.

### Tren Metropolitano
Artículo principal: Ferrocarril metropolitano de Córdoba
Cuando fue inaugurado en 2009, el servicio unía las estaciones de calle Rodríguez del Busto y el barrio Alta Córdoba. El primero de los tramos tenía dos paradas intermedias: la primera en la avenida Monseñor Pablo Cabrera y la segunda en calle Isabel La Católica.
A 2021, el concesionario es la empresa Trenes Argentinos Operaciones y se estima que para diciembre de ese año inicie oficialmente las operaciones bajo la nueva denominación Tren Metropolitano, dejando atrás el nombre que caracterizó al proyecto: Ferrourbano. Al complementarse con el Tren de las Sierras, se estima que haya un total de nueve frecuencias, de las cuales cuatro unirán las cabeceras Alta Córdoba y Mitre con localidades como La Calera.
Este servicio responde al incremento de pasajeros que utilizan el actual sistema de transporte urbano en toda la ciudad, y se orienta a descongestionar los colectivos.

## Transporte aéreo
Córdoba cuenta con el Aeropuerto Internacional Ingeniero Ambrosio Taravella, ubicado a 9 km al norte del centro de la ciudad de Córdoba. Durante el mes de julio de 2008 registró un movimiento de 93.482 pasajeros, 1.606 aeronaves y 283,5 tn de carga. Entre enero y julio de 2010 circularon 240.000 pasajeros de vuelos internacionales. Este movimiento de pasajeros y aviones que genera, lo convierte en el tercer aeropuerto con mayor tráfico del país, detrás del Aeroparque Metropolitano de Buenos Aires y el Aeropuerto Internacional de Ezeiza. En él operan 10 líneas aéreas con destinos de cabotaje a Buenos Aires, Rosario, Mendoza, Neuquén y Paraná, e internacionales como Lima, Río de Janeiro, Porto Alegre, Panamá, Montevideo, São Paulo, Asunción y Madrid. Tiene 1.020 has y una plataforma de 57.350 m².
En 2006 se inauguró un nuevo edificio de 1,9 ha, con el fin de albergar un mayor número de pasajeros y aeronaves. Está concesionado por Aeropuertos Argentina 2000. La terminal está dividida en 3 niveles. En el primer nivel se encuentran los salones de arribos. En ambos salones hay locales comerciales, de información turística, de operadores de turismo y de empresas de alquileres de automóviles. En el nivel intermedio, se encuentran los mostradores de las distintas líneas aéreas, distribuidos a través de un pasillo central que atraviesa el edificio, y que es la entrada principal a la terminal, y al final de otro pasillo, que corre de manera perpendicular al central, desde la entrada a la sala de espera del sector de pre embarque derecho hasta la del sector izquierdo. En el tercer nivel se encuentran las salas de espera, y los sectores de pre embarque. El Aeropuerto posee locales comerciales de revistas, golosinas, artículos regionales y un estacionamiento para 450 vehículos. Además, cumple la función de aeropuerto alternativo a los ya mencionados de Buenos Aires, si surgen inconvenientes de índole climático, funcional, etc.

## Accesos y autopistas

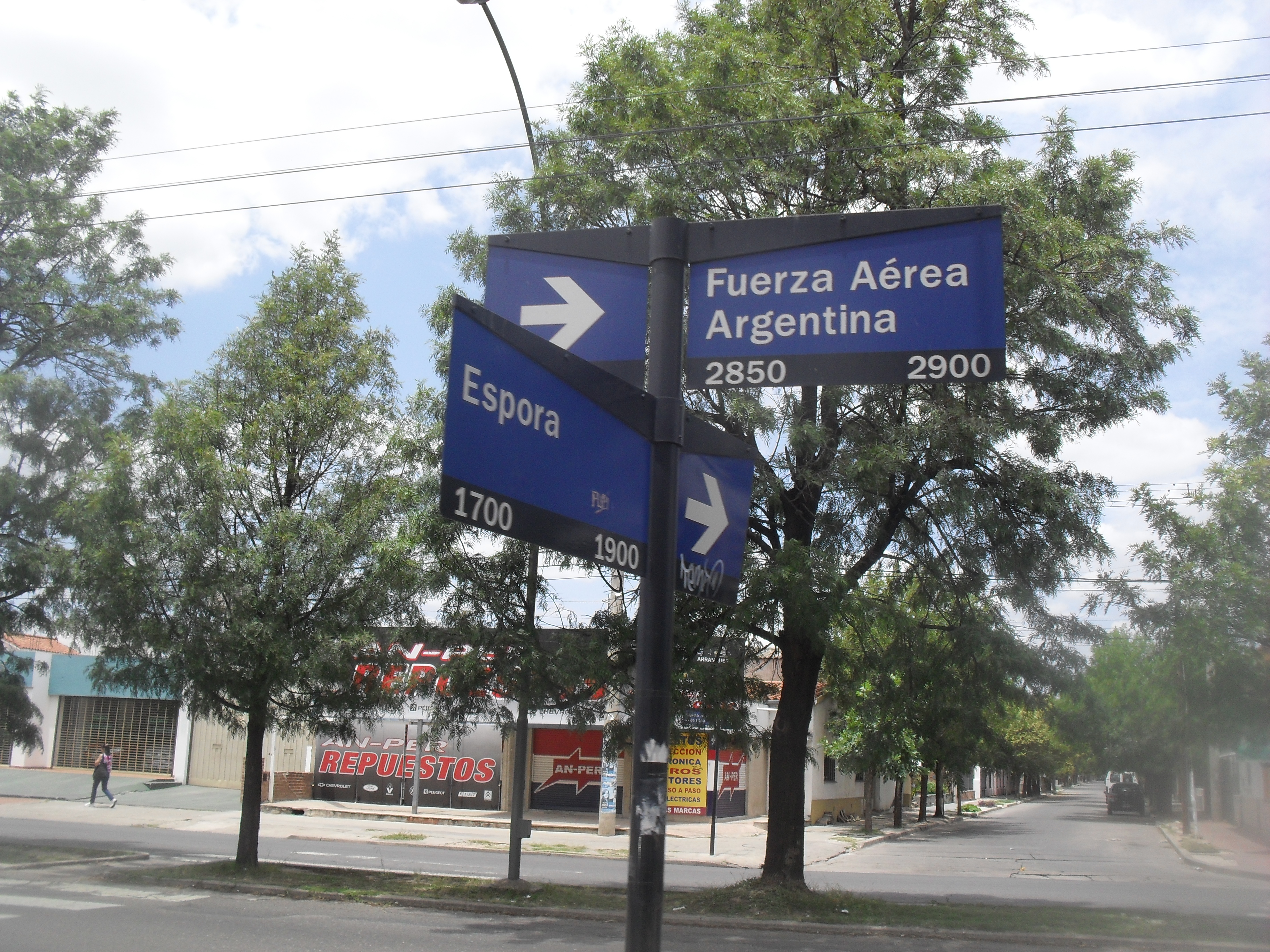
Cartel nomenclador que se encuentran en la gran mayoría de las esquinas.

Córdoba tiene 842 km de calzadas de asfalto, 1582 km de hormigón y 1547 km de tierra.
La ciudad se conecta con las principales localidades de la provincia y el país mediante una red de accesos concesionada y en parte sistematizada; las más importantes de estas vías son la Autopista Justiniano Posse (Ruta Nacional 20), que une Córdoba con Villa Carlos Paz, cuenta con tres carriles por mano y se encuentra concesionada. Y por otro lado Autopista Rosario-Córdoba une la ciudad capital con la santafecina Rosario.
Además, cuenta con una autopista urbana de acceso gratuito: la avenida de Circunvalación Agustín Tosco. Rodea la ciudad en un radio promedio de unos seis kilómetros del centro capitalino. Cuenta con tres carriles de circulación por sentido y su extensión total es de unos 47 kilómetros.
Existen otros accesos importantes a la ciudad que conectan a Córdoba con las ciudades y los puertos más importantes del país. Además enlazan varias vías de comunicación del Mercosur.
| Accesos a la ciudad de Córdoba |                           |                            | |
| Dirección                      | Acceso                    | Avenida                    | Itinerario |
| Norte                          | Ruta Provincial E53       | Av. Monseñor Pablo Cabrera | Río Ceballos, Salsipuedes, Ascochinga. |
| Norte                          | Ruta Provincial E54       | Av. Rafael Núñez           | Villa Allende, Mendiolaza, Unquillo, Río Ceballos. |
| Norte                          | Ruta Nacional 9 "norte"   | Av. Juan B. Justo          | Jesús María, Santiago del Estero, San Miguel de Tucumán, Ciudad de Salta, La Quiaca.                                                                   |
| Norte                          | Autopista Juárez Celman   |                            | Jesús María, Colonia Caroya, Cerro Colorado, luego conecta con la Ruta Nacional 9 "norte" y recorre Santiago del Estero, San Miguel de Tucumán, Salta. |
| Norte                          | Ruta Provincial 74        |                            | camino a Colonia Tirolesa. |
| Este                           | Autopista Córdoba-Rosario | Av. Estados Unidos         | Pilar, Villa María, Bell Ville, Marcos Juárez, Rosario.                                                                                                |
| Este                           | Ruta Provincial 112       | Av. A. Capdevila           | Santa Rosa de Río Primero. |
| Este                           | Ruta Provincial 88        | Av. Las Malvinas           | Monte Cristo, Miramar, San Francisco. |
| Este                           | Ruta Nacional 19          | Av. Rincón                 | Arroyito, Miramar, San Francisco, Santa Fe. |
| Sur                            | Ruta Nacional 9 "sur"     | Av. Sabattini              | Toledo, Río Segundo, Villa María, Rosario, Buenos Aires.                                                                                               |
| Sur                            | Ruta Provincial 5         | Av. Armada Argentina       | Alta Gracia, Dique Los Molinos, Calamuchita, Río Tercero.                                                                                              |
| Sur                            | Ruta Nacional 36          | Av. Vélez Sársfield        | Despeñaderos, San Agustín, Almafuerte, Río Cuarto. |
| Sur                            | Camino Interfábricas      | Av. Gral. Savio            | Une Camino 60 Cuadras con Ruta Nac.9 Sur |
| Sur                            | Camino a 60 cuadras       | Av. 11 de Septiembre       | Aeródromo Coronel Olmedo |
| Sur                            | Camino a San Carlos       | Av. B. O'Higgins           | Comuna de San Carlos |
| Sur                            | Camino a San Antonio      | Av. Valparaíso             | Bower, San Antonio |
| Oeste                          | Ruta Nacional 20          | Av. Fuerza Aérea           | Villa Carlos Paz (Autopista Justiniano Posse), Mina Clavero, Cosquín, La Falda, Cruz del Eje, varias ciudades de la Provincia de San Luis, San Juan.   |
| Oeste                          | Ruta Provincial E55       | Av. Colón                  | La Calera, Bialet Massé, La Falda, Capilla del Monte, Cruz del Eje.                                                                                    |
| Oeste                          | Camino a Saldán           | Av. Ricardo Rojas          | Saldán, La Calera. |

## Estadísticas y competitividad
El siguiente estudio es una comparación entre Córdoba y Buenos Aires, Rosario y Mendoza respectivamente. Para el mismo se tiene en cuenta la cantidad de colectivos, remises, taxis y trolebuses dedicados al transporte urbano de pasajeros, considerados cada mil habitantes. Otras de las variables estudiadas fueron: cantidad de estaciones subterráneas por km², distancia al puerto más cercano y conectividad aeroportuaria, medida a través de la cantidad de vuelos semanales y de destinos disponibles.
Si calculamos el coeficiente de asimetría para el factor financiamiento en su totalidad, se obtiene 1,80 lo que indica la existencia de una concentración de datos con sesgo hacia la izquierda, indicando una fuerte influencia de Buenos Aires en el valor promedio. Si calculamos la dispersión de los datos respecto al promedio nos da un valor de 92,88% (valor del coeficiente de variación), indicando una importante diferencia entre el valor obtenido por Buenos Aires en relación con el resto de las ciudades.
En los datos tomados como base de cálculo se observa que tanto en la cantidad de autos de alquiler cada mil habitantes como la cantidad de vuelos semanales y de destinos posibles, es Córdoba la que aventaja a Rosario y a Mendoza. Por el contrario, si se tiene en cuenta la cantidad de colectivos y trolebuses dedicados al transporte urbano de pasajeros, Córdoba es la peor posicionada, ubicándose Rosario en segundo lugar y Mendoza tercera.
Por otro lado tomando como base que Córdoba es una ciudad orientada fundamentalmente al comercio y la producción de servicios, de excluirse la variable distancia al puerto más cercano, Buenos Aires sigue manteniendo el primer puesto para el factor infraestructura de transporte pero Córdoba asciende al segundo lugar, con escasa variación en el valor del indicador. Por su parte Rosario desciende un lugar, reflejando la importancia que presenta el puerto en la competitividad de ésta. Mendoza no modifica su posición.

### Parque automotor

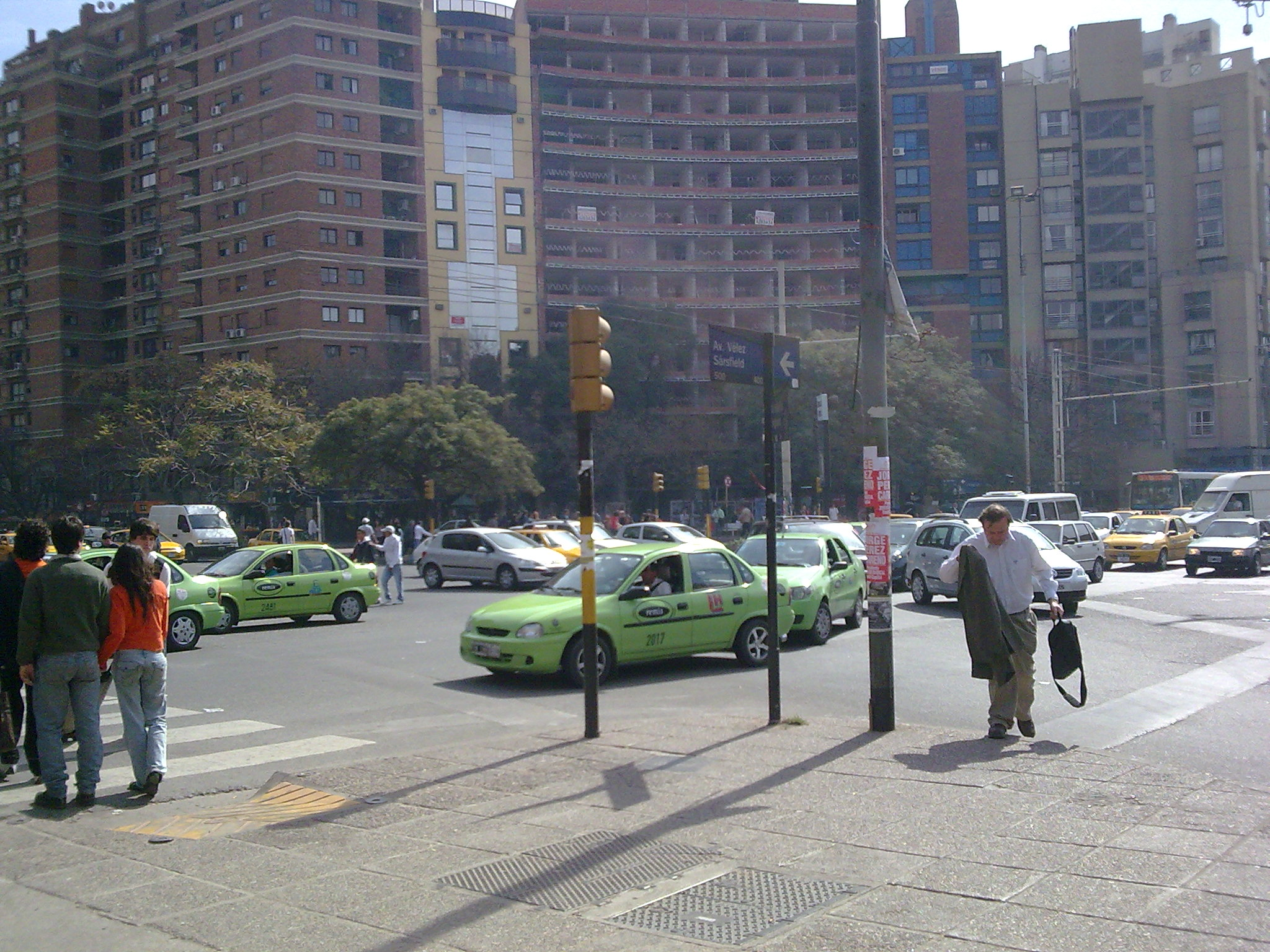
Embotellamiento en el macro centro de Córdoba.

En 1999 el parque automotor de la ciudad era de 319.505 rodados y en 2010 era de 578.139, es decir un aumento del 67%. Uno de los mayores problemas es que el aumento del tránsito no se vio compensado por un mejoramiento en el manejo del mismo. De lunes a viernes entre las 7 y las 9, de 11 a 14, y de 19 a 20 el microcentro e importantes avenidas se ven colapsadas. Excepto por la avenida de circunvalación, las calles son básicamente las mismas que la década pasada.
Las calles más transitadas de Córdoba según un relevamiento hecho entre el 15 y el 23 de abril de 2010, son:
1. Avenida Colón, tramo entre Tucumán y Avenida General Paz: 482.437 vehículos.
2. Bulevar Chacabuco, entre Rondeau y Bulevar Illia: 286.622
3. Bulevar San Juan, entre Ayacucho y Marcelo T. de Alvear: 241.000
4. Marcelo T. de Alvear, entre Caseros y 27 de Abril: 235.000
5. Avenida Castro Barros, desde O. Clara hacia Brandsen: 220.000[31]

## Proyectos

### Tranvías

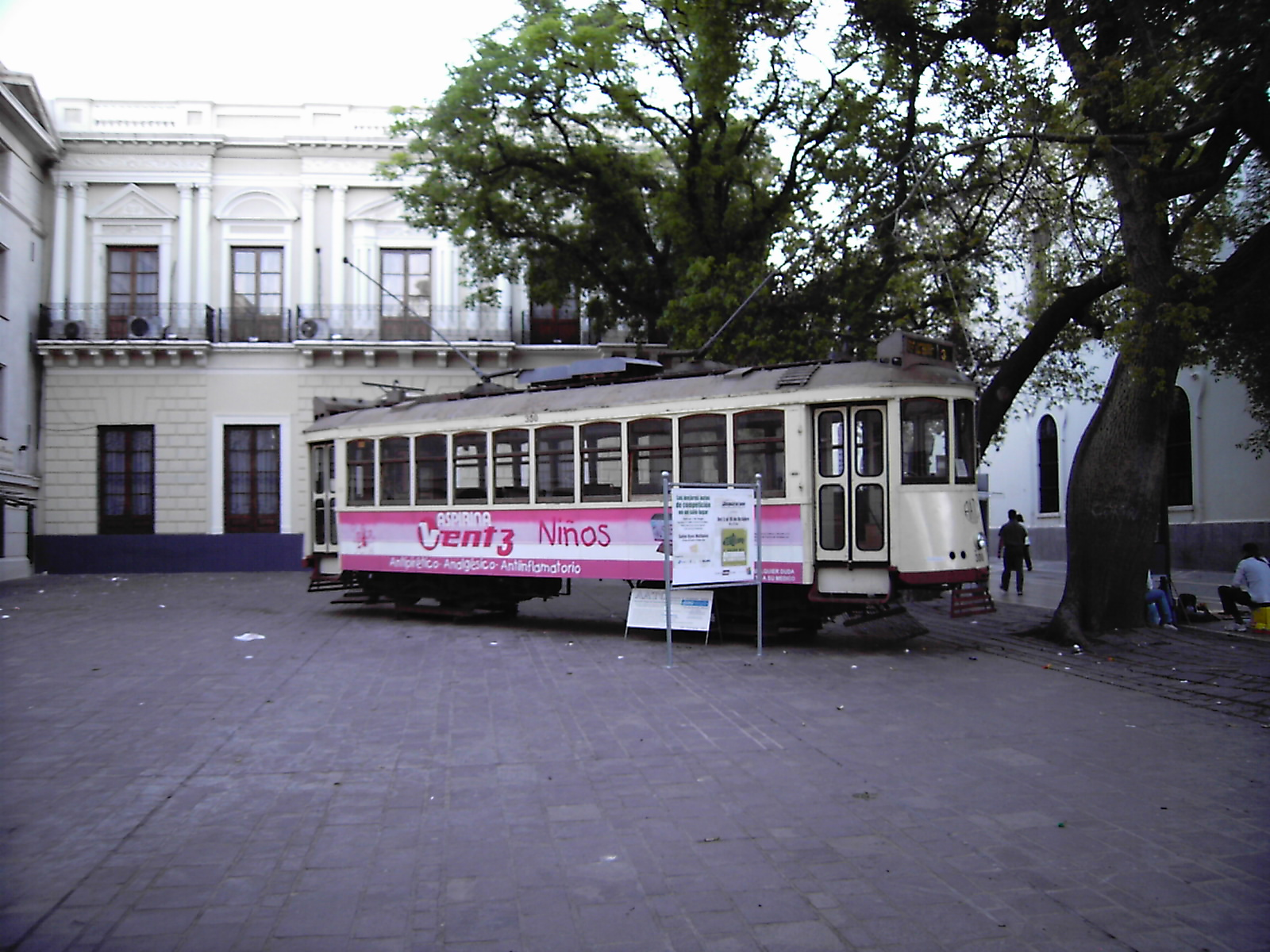
Tranvía de principios del similar al que circulaba por las calles de Córdoba. El servicio dejó de funcionar en 1965.

La red de tranvías funcionó en la ciudad hasta 1965. La disolución de este sistema se debió en parte a problemas económicos y al desmesurado crecimiento de la mancha urbana que imposibilitó extender el tendido vial por su alto costo. En 2005 el Concejo Deliberante de la ciudad de Córdoba, aprobó el decreto ordenanza para la creación del Tranvía del Abasto. Se trata de un circuito histórico turístico que revalorizará la zona incluida en el master plan del Portal del Abasto. El recorrido está definido entre la estación Mitre hasta el encuentro con la calle Avellaneda en barrio Cofico.

### Subterráneos

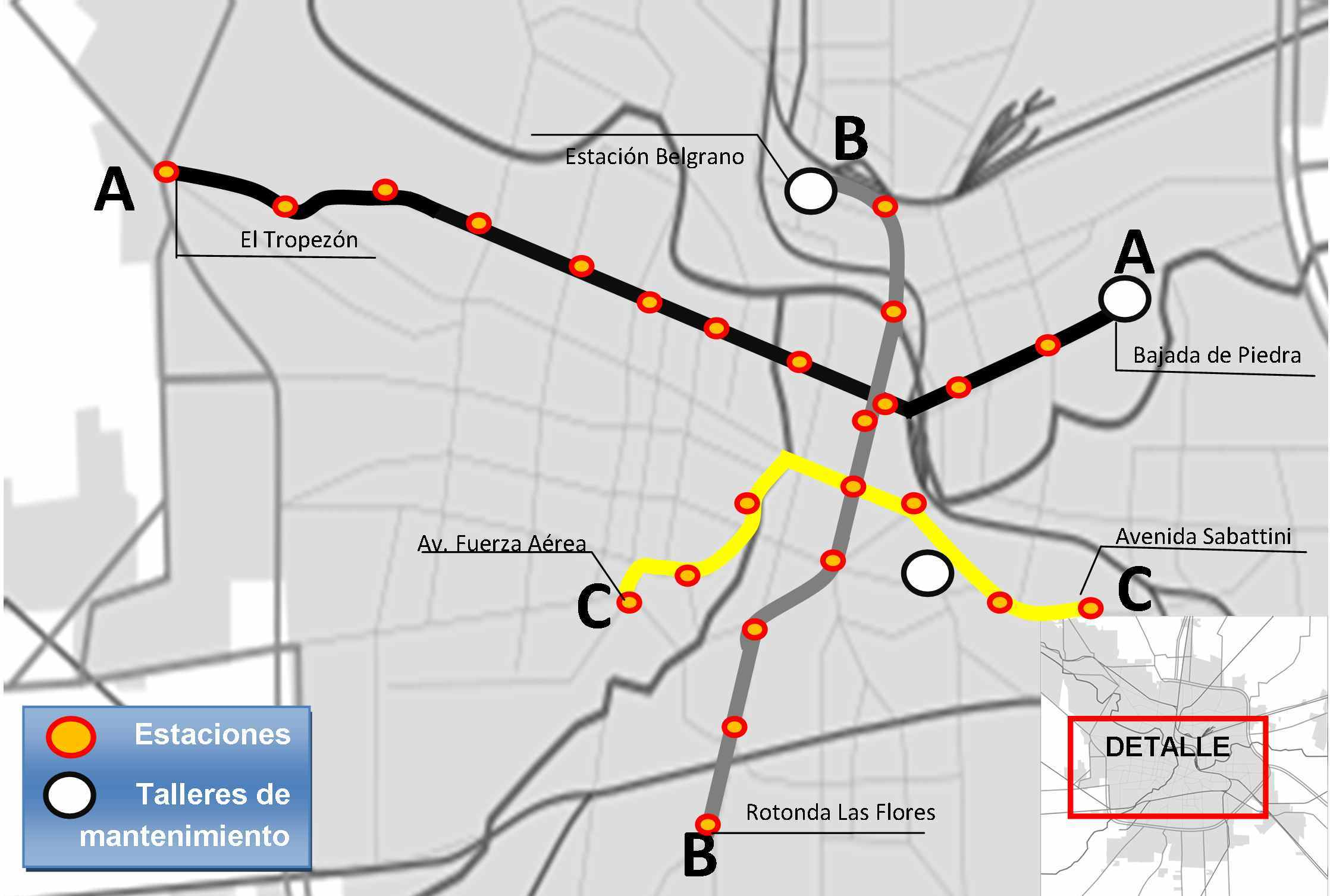
Tras una variedad de propuestas, este sería el trazado oficial a construir.

En 2007 el Secretario de Transporte y Tránsito del Municipio informó que existe una iniciativa privada de las empresas Iecsa/Ghela SPA para construir en la Ciudad de Córdoba 14 km de subterráneo. Dependiendo de rodados que se utilicen y otros factores, el cálculo de costos totales del sistema es de casi 1.100 millones de dólares.
Pero luego de muchos proyectos que se han presentado, la Municipalidad de Córdoba oficializó el recorrido de tres líneas de la A a la C, tres talleres de mantenimiento, 26 estaciones y 23 kilómetros de longitud total. Luego de que se variara las trazas en los distintos proyectos, donde tomaban como ejes las avenidas Colón, Vélez Sársfield, Duarte Quirós o Marcelo T. de Alvear/Figueroa Alcorta; el trazado aprobado toma la Avenida Colón como eje de lo que será la línea A; las avenidas Maipú, Chacabuco, Olmos y Vélez Sársfield para la línea B; y las avenidas Fuerza Aérea, Julio A. Roca, San Juan, Arturo Illia y Sabattini como ejes de la línea C.

### Tren de alta velocidad

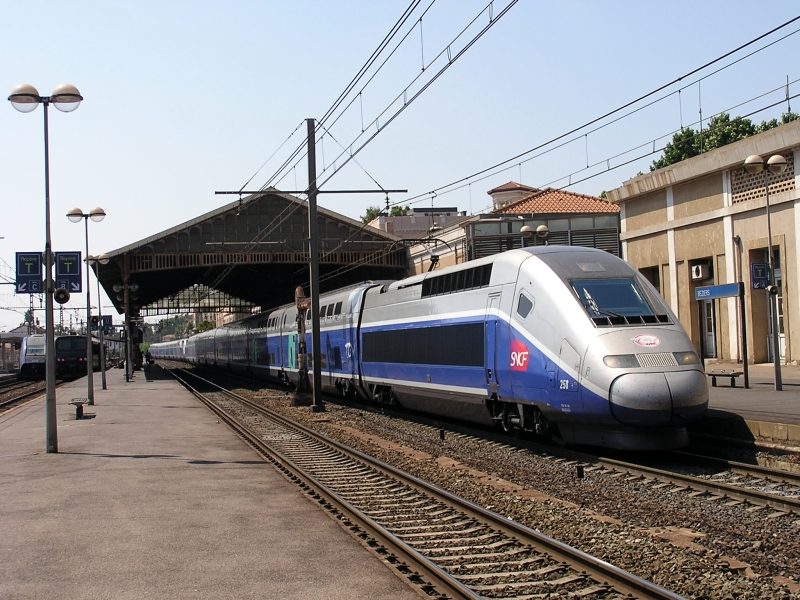
TGV Duplex, similar al COBRA que podría realizar el servicio Córdoba, Rosario, Buenos Aires.

El proyecto del Tren de Alta Velocidad (TAVe) fue anunciado en 2006 por el entonces presidente argentino Néstor Kirchner para que una Córdoba con las ciudades de Buenos Aires y Rosario. Recién el 29 de abril de 2008, la presidenta de Argentina Cristina Fernández de Kirchner firmó el contrato de proyecto del tren de alta velocidad que empleará tecnología francesa (Alstom). La obra demandaría un plazo de ejecución de 4 años y un coste aproximado de 4.000 millones de dólares (incluyendo financiación). Asimismo significaría dotar a la Argentina de trenes capaces de alcanzar velocidades máximas de 320 km/h en un recorrido total de 710 km; siendo el primer sistema de alta velocidad de América. La empresa Alstom ha decidido no depositar más la caución de U$s 3.000.000 trimestral y exigir al Gobierno Nacional la devolución de la suma acumulada por ese concepto de u$s 16.000.000. El proyecto es así abandonado.